# Caputher See
Der Caputher See ist ein See im Landkreis Potsdam-Mittelmark im Land Brandenburg. Er ist etwa 48 Hektar groß und 1,142 Kilometer lang. Seine breiteste Stelle beträgt 759 Meter. Der See liegt in der Gemeinde Schwielowsee. Eigentümer war bis 2014 die bundeseigene Bodenverwertungs- und -verwaltungs GmbH. Der Caputher See gehört zu zwei Dritteln zu einem Naturschutzgebiet.

## Geographie
Der Caputher See liegt südlich der Havel und wird an seiner nördlichen und westlichen Seite vom Dorf Caputh berührt. Das Dorf ist auch der Namensgeber für den See. Durch den gesunkenen Grundwasserspiegel ist ein ehemaliger Abflussgraben vom Lienewitzsee in den Caputher See ausgetrocknet. Im Norden hat der See eine inzwischen (2018) ebenfalls ausgetrocknete grabenartige Verbindung zur Havel.

## Geologie
Der Caputher See liegt in einer schwächeren eiszeitlichen Rinne, die vor etwa 19.000 Jahren im Zuge des Weichselhochglazials entstand. 

## Hydromorphologie

### Wassertiefen und Schichtung
Die durchschnittliche Wassertiefe des Sees beträgt 3,1 Meter, und die tiefste Stelle wird mit acht Metern angegeben. Der See ist nährstoffreich. Seine natürliche Trophie wird als schwach eutroph eingeschätzt, der See ist aber seit Jahrzehnten stark eutrophiert. In den 1990er Jahren lag sein LAWA-Trophieindex bei 3,7 (schwach polytroph), 2009 und 2012 aber nur noch bei 3,1 (stark eutroph). Vom Typ her ist er ein kalkreicher, geschichteter See mit relativ großem Einzugsgebiet und der Schichtung des Wassers in verschiedenen Temperatur- beziehungsweise Konvektionsebenen. Der See ist mit Phosphat- und Stickstoffverbindungen stark angereichert, die das Algenwachstum fördern. Die Sichttiefen schwanken stark und liegen auf Grund des hohen Anteils an Phytoplankton bei durchschnittlich einem Meter.

### Seegrund
Der Seegrund des Gewässers ist feinsandig bis grobkiesig.

### Uferbereich und Pflanzen
Das östliche flach abfallende Ufer wird von einem Schilfgürtel gesäumt. Am Südufer gibt es einen breiten Schilfrohrgürtel mit dichten Rohrkolbenbeständen und Binsenbewuchs (Cladium mariscus). Um den See gibt es einen Wanderweg. In vielen Bereichen, besonders am Westufer, ist der unmittelbare Uferbereich von alten Bäumen wie Eichen und Erlen gesäumt.

## Tierwelt
Auf Grund der geringen Wassertiefe im südlichen Uferbereich und des vorhandenen Schilfgürtel gibt es ausreichende Laichzonen im See. Der See wird als fischreich, jedoch unausgewogen beschrieben. Es kommen alle wichtigen mitteleuropäischen Fischarten im See vor, wie Bleie (Brassen), Plötzen, Rotfedern, Schleie, Güster, Barsche, Zander, Hechte, Welse und Aale. Durch den Besatz mit nichtheimischen Arten wie Silber- und Marmorkarpfen ist die natürliche Nahrungskette gestört. Diese Fische sollten ursprüngliche die Algen beseitigen, verschmutzen das Wasser aber durch Koteinbringung. Als Hauptvertreter der Lurche ist der Teichfrosch zu nennen. Ringelnattern sind verbreitet. Als häufigste Wasservögel sind die Blessrallen und der Haubentaucher anzutreffen.